# مهرجان الصور الدولي لسينما المرأة
مهرجان الصور الدولي لسينما المرأة (بالإنجليزية: International Images Film Festival for Women)‏ هُو مهرجان سينمائي دولي سنوي يُقام في مدينة هراري عاصمة زيمبابوي. تأسس المهرجان سنة 2002، ويُعد المهرجان السينمائي الوحيد لسينما المرأة في منطقة أفريقيا جنوب الصحراء.
أسس المهرجان على يد الناشطة النسوية الزيمبابوية تسيتسي دانغاريمبغا، وذلك بغرض الاحتفال بإنجازات وإنتاجات النساء السينمائية، والمُساهمة في تغيير صورة المرأة في عالم السينما. يُقام المهرجان في شهر نوفمبر من كل سنة، وتُقام منصات لعرض الأفلام في كل من مُدن هراري وبولاوايو وشيمانيماني، وذلك في إطار فعاليات المهرجان.
أقيمت الدورة السادسة عشرة من مهرجان الصور الدولي لسينما المرأة السادس عشر في أغسطس 2017 بشكل مُشترك مع الدورة التاسعة عشرة من مهرجان زيمبابوي السينمائي الدولي. احتضن المعرض الوطني بزيمبابوي أحداث الدورة السابعة عشرة من المهرجان في أغسطس 2018، وكان شعار هذه الدورة هُو «تواصل» (بالإنجليزية: Reach Out)‏. كان فيلم «هي الملك» (بالإنجليزية: She is King)‏ الفيلم الافتتاحي للدورة. ومن بين الأفلام الأخرى التي عُرضت خلال هذه الدورة، هُناك فيلم «موكانيا» (بالإنجليزية: Mukanya)‏، وفيلم «زعيمة امرأة» (بالإنجليزية: A Female Chief)‏، وفيلم «تحت الضغط» Under Pressure، وفيلم «شخص يُصفق لي» (بالإنجليزية: Somebody Clap For Me)‏، وفيلم «صوت الصمت» (بالإنجليزية: The Sound of Silence)‏.